# Melanerpes uropygialis
Melanerpes uropygialis е вид птица от семейство Picidae.

## Разпространение
Видът е разпространен в Мексико и САЩ.